# Chambles
Chambles este o comună în departamentul Loire din sud-estul Franței. În 2009 avea o populație de 951 de locuitori.

## Evoluția populației
| An        | 1975 | 1982 | 1990 | 1999 | 2006 | 2009 |
| --------- | ---- | ---- | ---- | ---- | ---- | ---- |
| Populație | 356  | 545  | 624  | 762  | 877  | 951  |